# August Thalheimer
August Thalheimer (Affaltrach, Würtemberg, 1884 - L'Havana, 1948). Polític i teòric marxista alemany.

## Joventut i formació
Thalheimer va néixer en una família de comerciants jueus a Affaltrach (ara el municipi d'Obersulm) a Württemberg. La família es va traslladar a Winnenden el 1892 i el 1899 a Cannstatt. Va assistir al Realgymnasium d'Stuttgart i després va estudiar medicina a Múnic, però aviat es va canviar a la lingüística i l'etnologia. Després d'un breu període d'estudis a Oxford i Londres, es va inscriure a Berlín el 1904, després es va traslladar a Estrasburg on, el 1907, va fer una tesi sobre els pronoms personals i possessius de les llengües de Micronèsia. Va continuar estudis de filosofia i economia a Berlín.

## SPD, Lliga Espartaquista, KPD (1910-1928)
L'any 1910 treballà breument per mediació de Rosa Luxemburg com a voluntari del Leipziger Volkszeitung, sota la direcció del redactor en cap Franz Mehring. Aleshores es va incorporar al SPD. Posteriorment, es va fer càrrec de l'edició de dos diaris socialdemòcrates, el Göppinger Freien Volkszeitung (1911-1912) i el Brunswick Volksfreund (1914-1916), que estaven a prop de l'ala esquerra del SPD. Després de l'esclat de la guerra, el 1914, es va unir al sector més esquerrà del SPD, amb Karl Liebknecht i Rosa Luxemburg, oposats a la política d'unió sagrada, i els seguí cap a la Lliga Espartaquista i el KPD. A causa de les seves activitats de lluita contra la guerra, Thalheimer va ser mobilitzat a mitjan 1916, sense poder usar armes a causa de la manca de "fiabilitat política" i la ceguesa nocturna, essent soldat fins al setembre de 1918.
El novembre de 1918, Thalheimer, amb Fritz Ruck, va ser un dels líders del grup Espartac a Stuttgart, i des de principis de novembre de 1918 forma part de la redacció de Die Rote Fahne (La Bandera Roja). Rück i Thalheimer van participar activament en els preparatius per a les mobilitzacions, que van dur finalment a la revolució de Württemberg el 9 de novembre. En l'intent d'estendre el moviment revolucionari a Friedrichshafen, Rück i Thalheimer varen ser arrestats a Ulm la nit del 6 de novembre de 1918, i varen romandre empresonats fins a la tarda del 9 de novembre. Com que els espartaquistes d'Stuttgart no tenien lideratge el 9 de novembre, la iniciativa de la revolució a Württemberg va passar als socialdemòcrates moderats al voltant de Wilhelm Keil i Wilhelm Blos. Thalheimer es va oposar a l'entrada al govern provisional de Württemberg com a ministre d'Hisenda. En lloc d'això, va ser president del Consell de Treballadors d'Stuttgart del 10 al 18 de novembre, abans de traslladar-se a Berlín.
De 1919 a 1924 va ser membre del comitè central del KPD. Va ajudar a elaborar el programa del partit i, el 1923-24, va assegurar la direcció juntament amb Heinrich Brandler. Com a dirigent del KPD, va entrar en conflicte amb la tendència "ultraesquerrana" de Ruth Fischer i Arkadi Maslow, que va triomfar a partir de 1924. Ell i Brandler varen ser acusats del fracàs de l'aixecament d'Hamburg de l'octubre de 1923. Thalheimer, amb Brandler, va passar a Moscou, on va ensenyar filosofia a l'Institut Marx-Engels en els anys següents, alhora que va realitzar una sèrie de conferències a la Universitat Sun Yat-Sen de Moscou.

## Retorn a Alemanya i KPO (1928-1933)
Contra la voluntat del Comintern, va tornar a Alemanya el 1928. Es va oposar a la implantació dels mètodes d'Stalin a la Comintern i a Alemanya, a mesura que el lideratge d'Ernst Thälmann es va instal·lar sense crítica possible. Així i tot, Thalheimer es va mantenir dins el leninisme i va defensar la Unió Soviètica com un "estat socialista". Thalheimer es va unir amb els membres del partit que no estaven d'acord amb "la regressió intensificada cap a les malalties infantils de l'ultraesquerranisme" impulsada des de la direcció del KPD, i va fundar el Partit Comunista d'Oposició (KPO), amb Heinrich Brandler. Durant aquest període, Thalheimer va desenvolupar la seva anàlisi del feixisme, que es va fer famosa més tard.

## L'exili (1933-1948)
A causa de l'intens terror que es va implantar a Alemanya després del nomenament de Hitler com a canceller el 30 de gener de 1933, part de la direcció nacional del KPO es va traslladar a l'exterior. Thalheimer va haver d'emigrar, primer a Estrasburg, després a París. Al començament de la Segona Guerra Mundial, va ser internat en una desena de camps francesos diferents.
El 1941 Thalheimer, la seva família i Heinrich Brandler varen poder sortir cap a Cuba. A l'Havana Thalheimer va treballar, sota condicions materials molt difícils, en els problemes filosòfics i polítics del marxisme. Els manuscrits d'aquest període s'han perdut. Després de la guerra, ell i Brandler varen reprendre el contacte amb els seus amics a Alemanya i varen elaborar una nova anàlisi política (publicada el 1992). Tanmateix, els seus esforços per tornar a Alemanya varen fracassar malgrat els intensos esforços de la seva germana Bertha Thalheimer. Va morir el 19 de setembre de 1948 a l'Havana i va ser enterrat al cementiri jueu de Guanabacoa.